# Fnidq
Fnidq (in arabo الفنيدق, in spagnolo Castillejos) è una città nel Marocco, fino al 2004 inserita nella provincia di Tétouan e da tale data nella nuova prefettura di M'diq-Fnideq, facente parte della regione di Tangeri-Tetouan-Al Hoceima.
La città è anche conosciuta come al-Finīdiq o Fnideq.
È la città marocchina più vicina all'enclave spagnola di Ceuta.